# Epilobium subcoriaceum
Epilobium subcoriaceum är en dunörtsväxtart som beskrevs av Haussk.. Epilobium subcoriaceum ingår i släktet dunörter, och familjen dunörtsväxter. Inga underarter finns listade i Catalogue of Life.